# Ojdula (gmina)
Ojdula – gmina w Rumunii, w okręgu Covasna. Obejmuje miejscowości Hilib i Ojdula. W 2011 roku liczyła 3519 mieszkańców.